# Heinz Gietz
Heinz Gietz (né le 31 mars 1924 à Francfort-sur-le-Main, mort le 24 décembre 1989 à Cologne) est un compositeur et producteur de musique allemand.

## Biographie
Il apprend le violon en 1935 et le piano en 1937. En 1941, il s'inscrit au Conservatoire Hoch et est initié au jazz par Carlo Bohländer et Emil Mangelsdorff. Ces derniers forment avec le clarinettiste Charly Petri, le pianiste et bassiste Hans Otto Jung et le batteur Hans Podehl le Hotclub Combo qui promouvra ce style à Francfort après la Seconde Guerre mondiale. En 1943, Gietz est enrôlé dans la Wehrmacht.
Le 17 mai 1945, les musiciens du Hotclub Sextett ont l'autorisation de donner des concerts par l'autorité d'occupation américaine. Dans l'ensemble, qui existe jusqu'en 1948, Heinz Gietz joue du piano avec le saxophoniste ténor Werner Dies, les guitaristes Heinz Tischmann et Béla Martinelly, le bassiste Steve Spiegel et le batteur Willy « Bottle » Kühn. Ils vont surtout dans des clubs américains. En 1948, le sextet a une composition différente avec Bohländer, Dies, Gietz, Louis Freichel au vibraphone, Jung à la basse et Horst Lippmann à la batterie.
Avec sa première composition, Gietz est admis au STAGMA (prédécesseur légal de la GEMA) en 1946 en tant que membre. Après la réforme monétaire en 1948, il travaille à temps plein comme compositeur et arrangeur pour la Hessischer Rundfunk. En 1949, le premier titre avec une composition Heinz Gietz (Scharfe Kurven) est enregistré, qui, cependant, n'est pas interprété. Son premier arrangement est pour le titre, enregistré le 11 juin 1951, Das machen nur die Beine von Dolores par Gerhard Wendland. Le 18 mars 1952, Gitta Lind crée l'une des premières compositions de Gietz Ein Traum. Sorti le 2 février 1953, Blumen für die Dame de Gitta Lind est son premier succès.
Avec Caterina Valente, nouvelle découverte de la chanson, il fait ses premiers enregistrements à Südwestfunk en 1953. La même année a commencé une longue et fructueuse collaboration avec le parolier et producteur Kurt Feltz. Caterina Valente devient alors une star internationale.
Il écrit aussi la musique de films mettant en scène les chanteurs et les chanteuses à la mode.
Heinz Gietz découvre Bill Ramsey, un ancien soldat américain, et lui donne un rôle chanté dans le film Musik im Blut en 1955. Fin 1957, il demande à Ramsey s'il veut enregistrer un disque. Go, Man, Go, sur un fond de jazz, se vend à 35 000 exemplaires puis Souvenirs, du schlager, à 500 000 exemplaires. Gietz continue à travailler pour des bigbands allemands et collabore principalement avec Kurt Edelhagen qui dirige l'orchestre de Caterina Valente.
En 1959, les nouveaux interprètes qui travaillent avec Gietz sont Bill Ramsey, qui se concentre sur des chansons humoristiques, et le Hazy Osterwald Sextett, pour qui il écrit pour la première fois l'arrangement pour le titre Kriminal-Tango (octobre 1959). Officiellement, sa production commence en 1960 dans le label de Kurt Feltz, qui est parolier.
En 1961, Gietz se sépare de Feltz, publie une dernière fois Zuckerpuppe avec Bill Ramsey (août 1961) puis est employé de la société EMI-Electrola à Cologne comme directeur de production du département pop. Son premier succès est Hämmerchen-Polka de Chris Howland en novembre 1961. Il produit notamment Zwei kleine Italiener de Cornelia Froboess, une version germanophone de Speedy Gonzales avec Rex Gildo ou sa composition Ohne Krimi geht die Mimi nie ins Bett avec Bill Ramsey. Il produit Ich will 'nen Cowboy als Mann de Gitte Hænning qui se vend à un million d'exemplaires en 1963.
Fin 1964, EMI promeut signe le groupe allemand de beat The Lords que l'on présente comme les Beatles allemands. Gietz produit le premier single Hey Baby, laß' den Andern / Tobacco Road.
Gietz produit et/ou compose pour Electrola de 1953 à 1964 46 morceaux avec Bill Ramsey , 33 titres avec Caterina Valente, 31 titres avec Cindy & Bert, 7 titres avec Howland, 82 avec Freddy Breck, 50 pour les Lords et 23 avec le duo Gitte Hænning et Rex Gildo (dont Vom Stadtpark die Laternen, numéro un des ventes en Allemagne en 1963).
En 1965, Heinz Gietz se sépare à nouveau d'EMI, mais continue à produire les Lords jusqu'en 1967 et construit en deux ans, sa propre maison de disque Cornet Records. Le label débute en 1966 avec l'album Big Beat Bombs de Jay Five, un groupe bavarois qui accompagne souvent Graham Bonney et Bill Ramsey. Son premier succès est Es ist nie zu spät de Peter Orloff en septembre 1967. En 1970, le label a son propre studio d'enregistrement.
Le label constitue son catalogue de chansons pour le carnaval de Cologne. En décembre 1969, Horst Muys enregistre Ne Besuch em Zoo du compositeur Hans Knipp qui se vendra à 100 000 exemplaires. À partir de 1970, Eilemann-Trio, Lotti Krekel ou Ludwig Sebus viennent dans le studio. En 1971, Gietz découvre le groupe Bläck Fööss et produit ses premiers succès.
En 1975, Heinz Gietz collabore à nouveau avec Caterina Valente qui vient de quitter Decca pour EMI. Lorsque le label Cornet est mis en redressement en 1977, Gietz travaille de nouveau en tant que producteur indépendant pour EMI Electrola. En décembre 1988, Cornet Records est abandonné.
La télévision allemande fait souvent appel à Heinz Gietz comme directeur musical ou arrangeur. En 1963, il prend la direction musicale du Peter-Weck-Show sur ARD. En 1975, il est directeur et arrangeur de l'émission du samedi soir Musik ist Trumpf sur ZDF dont il écrit le générique.
Heinz Gietz meurt le 24 décembre 1989 à l'âge de 65 ans à Cologne. Son fils Alexander travaille également à Cologne en tant que producteur de musique et produit entre autres. la musique de son épouse Sylvia Vrethammar, qui travaillait déjà avec son père.

## Filmographie
- 1954 : Das ideale Brautpaar
- 1955 : Liebe, Tanz und 1000 Schlager
- 1956 : Bonjour Kathrin
- 1956 : Küß mich noch einmal
- 1956 : La Reine du music-hall
- 1956 : Musikparade
- 1956 : Ein Mann muß nicht immer schön sein
- 1957 : Ça barde
- 1957 : Das einfache Mädchen
- 1957 : Casino de Paris
- 1957 : Liebe, Jazz und Übermut
- 1958 : La Joyeuse Débandade
- 1958 : Un soir à la Scala
- 1958 : Soucis de millionnaire
- 1958 : Münchhausen in Afrika
- 1959 : Hier bin ich – hier bleib ich
- 1959 : Coup sur coup
- 1959 : Je ne suis pas Casanova
- 1959 : Salem Aleikum
- 1959 : Peter décroche la timbale
- 1960 : L'Auberge du Cheval-Blanc
- 1960 : Kriminaltango
- 1960 : Ich zähle täglich meine Sorgen
- 1961 : Les Aventures du comte Bobby
- 1961 : Musik ist Trumpf
- 1962 : Mariandls Heimkehr
- 1963 : Ist Geraldine ein Engel?
- 1964 : Jetzt dreht die Welt sich nur um dich
- 1964 : Les Chercheurs d'or de l'Arkansas
- 1965 : Sie nannten ihn Gringo
- 1966 : Le Comte Bobby, la terreur de l'ouest
- 1969 : Warum ich Dich liebe
- 1969 : Les Petites chattes se mettent au vert